# Communauté de communes de la Moivre à la Coole
Die Communauté de communes de la Moivre à la Coole ist ein französischer Gemeindeverband mit der Rechtsform einer Communauté de communes im Département Marne in der Region Grand Est. Der Gemeindeverband wurde am 29. Mai 2013 gegründet und umfasst 28 Gemeinden. Der Verwaltungssitz befindet sich im Ort Saint-Germain-la-Ville.

## Historische Entwicklung
Der Gemeindeverband entstand mit Wirkung vom 1. Januar 2014 durch die Fusion der Vorgängerorganisationen
- Communauté de communes de la Guenelle,
- Communauté de communes du Mont de Noix,
- Communauté de communes de la Vallée de la Coole und
- Communauté de communes de la Vallée de la Craie.

Mit Wirkung vom 1. Januar 2017 schlossen sich die Gemeinden Courtisols, Poix und Somme-Vesle dem hiesigen Gemeindeverband an.

## Mitgliedsgemeinden
| Gemeinde                                       | Einwohner 1. Januar 2022 | Fläche km² | Dichte Einw./km² | Code INSEE | Postleitzahl |
| ---------------------------------------------- | ------------------------ | ---------- | ---------------- | ---------- | ------------ |
| Breuvery-sur-Coole                             | 210                      | 10,06      | 21               | 51087      | 51240        |
| Cernon                                         | 126                      | 16,10      | 8                | 51106      | 51240        |
| Cheppes-la-Prairie                             | 141                      | 20,02      | 7                | 51148      | 51240        |
| Chepy                                          | 456                      | 8,68       | 53               | 51149      | 51240        |
| Coupetz                                        | 84                       | 10,65      | 8                | 51178      | 51240        |
| Coupéville                                     | 168                      | 30,42      | 6                | 51179      | 51240        |
| Courtisols                                     | 2.345                    | 65,62      | 36               | 51193      | 51460        |
| Dampierre-sur-Moivre                           | 110                      | 11,55      | 10               | 51208      | 51240        |
| Écury-sur-Coole                                | 491                      | 18,30      | 27               | 51227      | 51240        |
| Faux-Vésigneul                                 | 239                      | 39,42      | 6                | 51244      | 51320        |
| Francheville                                   | 192                      | 9,43       | 20               | 51259      | 51240        |
| Le Fresne                                      | 75                       | 17,71      | 4                | 51260      | 51240        |
| Mairy-sur-Marne                                | 565                      | 20,78      | 27               | 51339      | 51240        |
| Marson                                         | 278                      | 30,76      | 9                | 51354      | 51240        |
| Moivre                                         | 54                       | 21,84      | 2                | 51371      | 51240        |
| Nuisement-sur-Coole                            | 385                      | 15,13      | 25               | 51409      | 51240        |
| Omey                                           | 201                      | 3,94       | 51               | 51415      | 51240        |
| Pogny                                          | 906                      | 14,05      | 64               | 51436      | 51240        |
| Poix                                           | 71                       | 14,72      | 5                | 51438      | 51460        |
| Saint-Germain-la-Ville                         | 669                      | 11,74      | 57               | 51482      | 51240        |
| Saint-Jean-sur-Moivre                          | 200                      | 15,07      | 13               | 51490      | 51240        |
| Saint-Martin-aux-Champs                        | 106                      | 7,20       | 15               | 51502      | 51240        |
| Saint-Quentin-sur-Coole                        | 104                      | 8,79       | 12               | 51512      | 51240        |
| Sogny-aux-Moulins                              | 110                      | 6,69       | 16               | 51538      | 51520        |
| Somme-Vesle                                    | 346                      | 35,31      | 10               | 51548      | 51460        |
| Togny-aux-Bœufs                                | 138                      | 9,98       | 14               | 51574      | 51240        |
| Vésigneul-sur-Marne                            | 236                      | 7,86       | 30               | 51616      | 51240        |
| Vitry-la-Ville                                 | 368                      | 9,24       | 40               | 51648      | 51240        |
| Communauté de communes de la Moivre à la Coole | 9.374                    | 491,06     | 19               | –          | –            |